# Spathe
Pour les articles ayant des titres homophones, voir Spat et Spath.
En botanique, une spathe est une grande bractée membraneuse ou foliacée enveloppant plus ou moins une inflorescence, et ouverte latéralement par une fente. 
On en trouve notamment dans la famille des aracées (dont l'inflorescence caractéristique porte le nom de spadice), qui ont chez certaines espèces une valeur décorative à la fois par leur forme et leur couleur, ainsi que chez des palmiers (Arecaceae) et le Narcissus (Amaryllidaceae). 
L'épi du maïs (Poaceae) est protégé par plusieurs spathes foliacées qui enveloppent étroitement l'ensemble des grains.
Chez les Posidoniaceae, les spadices sont entourés de deux spathes foliacées.
Certains organes (calice) peuvent être dits en « forme de spathe ».
La spathe a souvent la forme d'une feuille d'où le nom de genre Spathiphyllum (de spathi, spathe et phyllum, feuille) de la famille des Aracées.

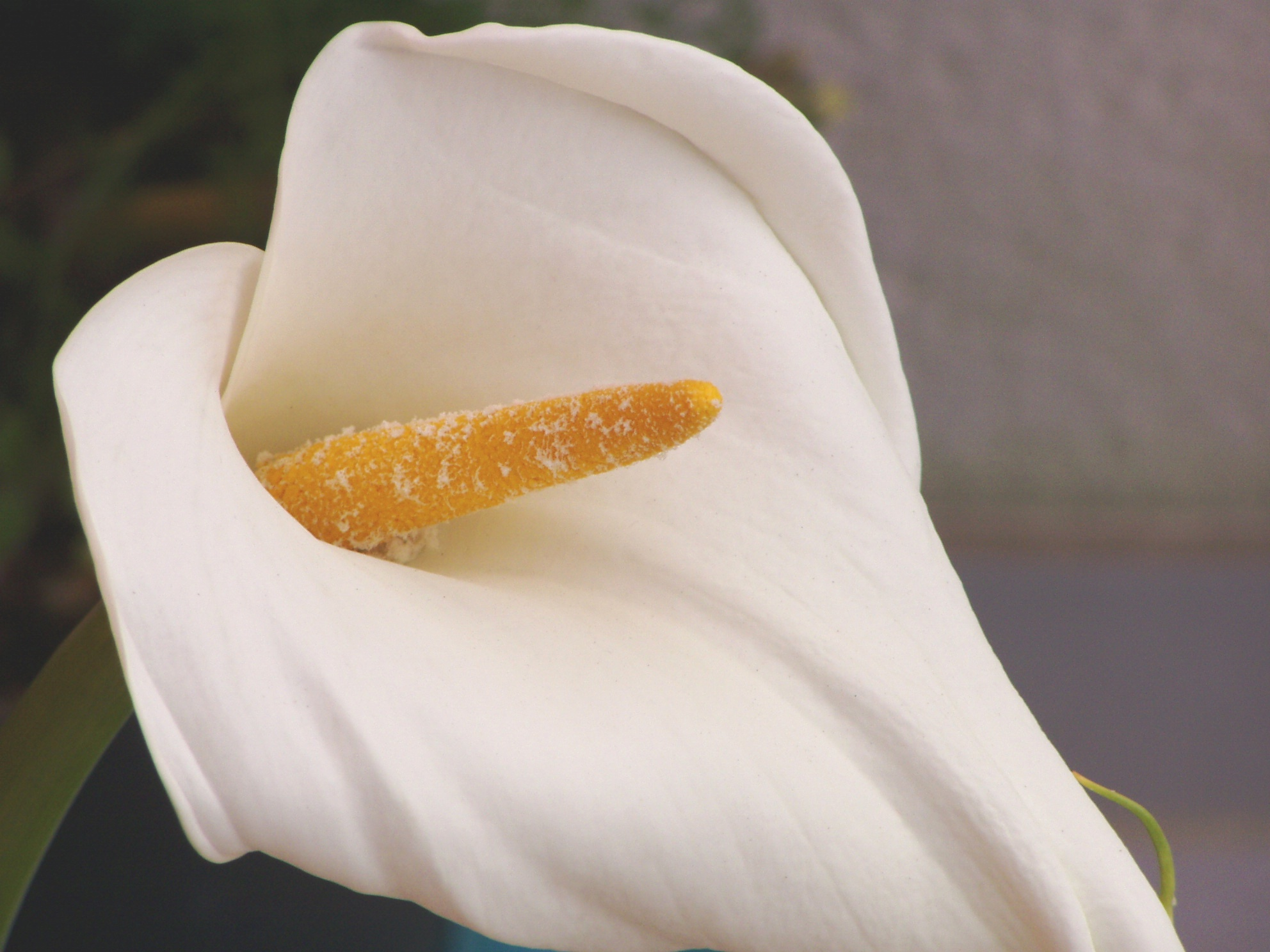
Zantedeschia aethiopica : spathe blanche enveloppant l'épi (spadice)
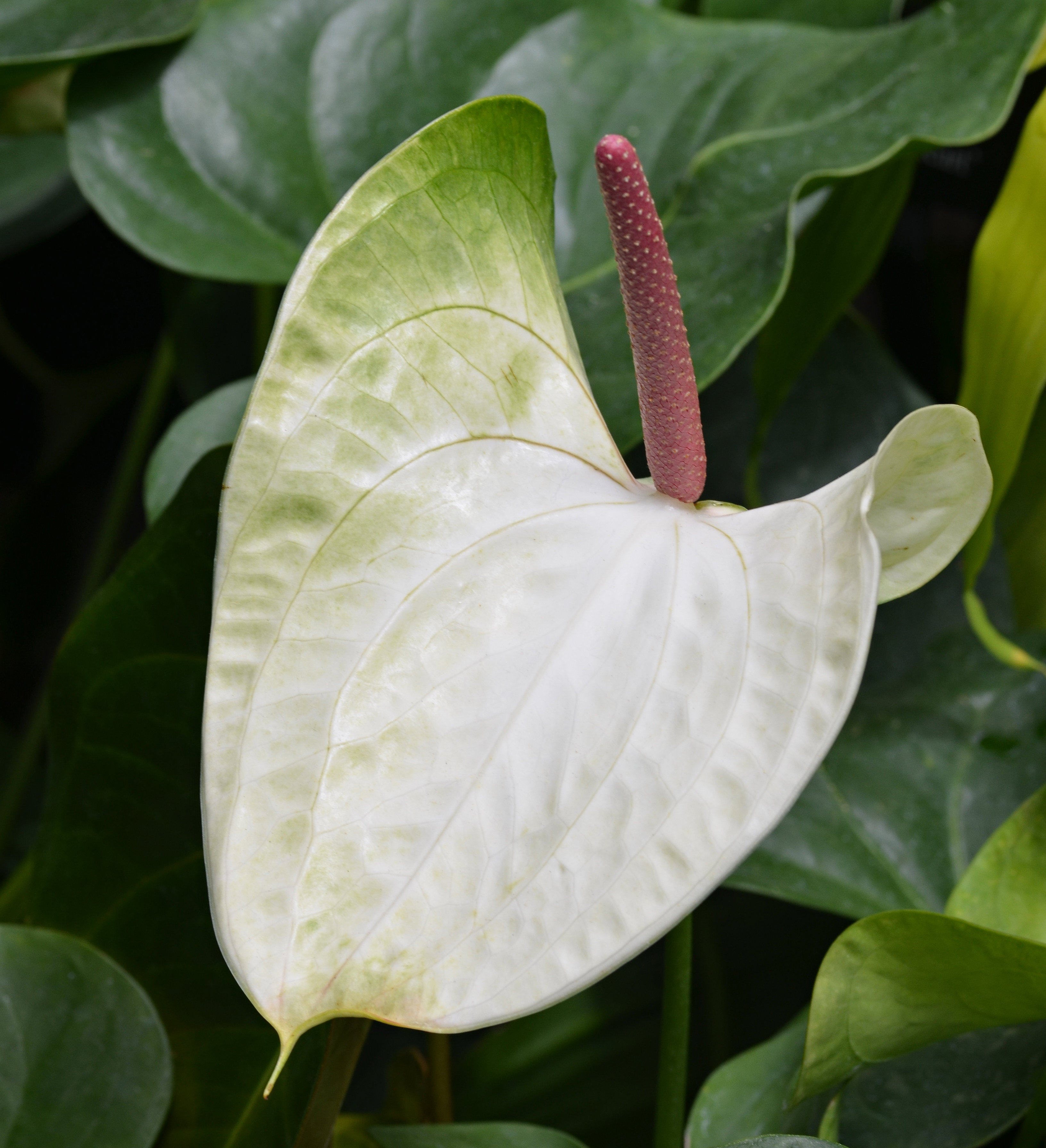
Inflorescence d'Anthurium avec sa spathe blanche et un spadice rouge
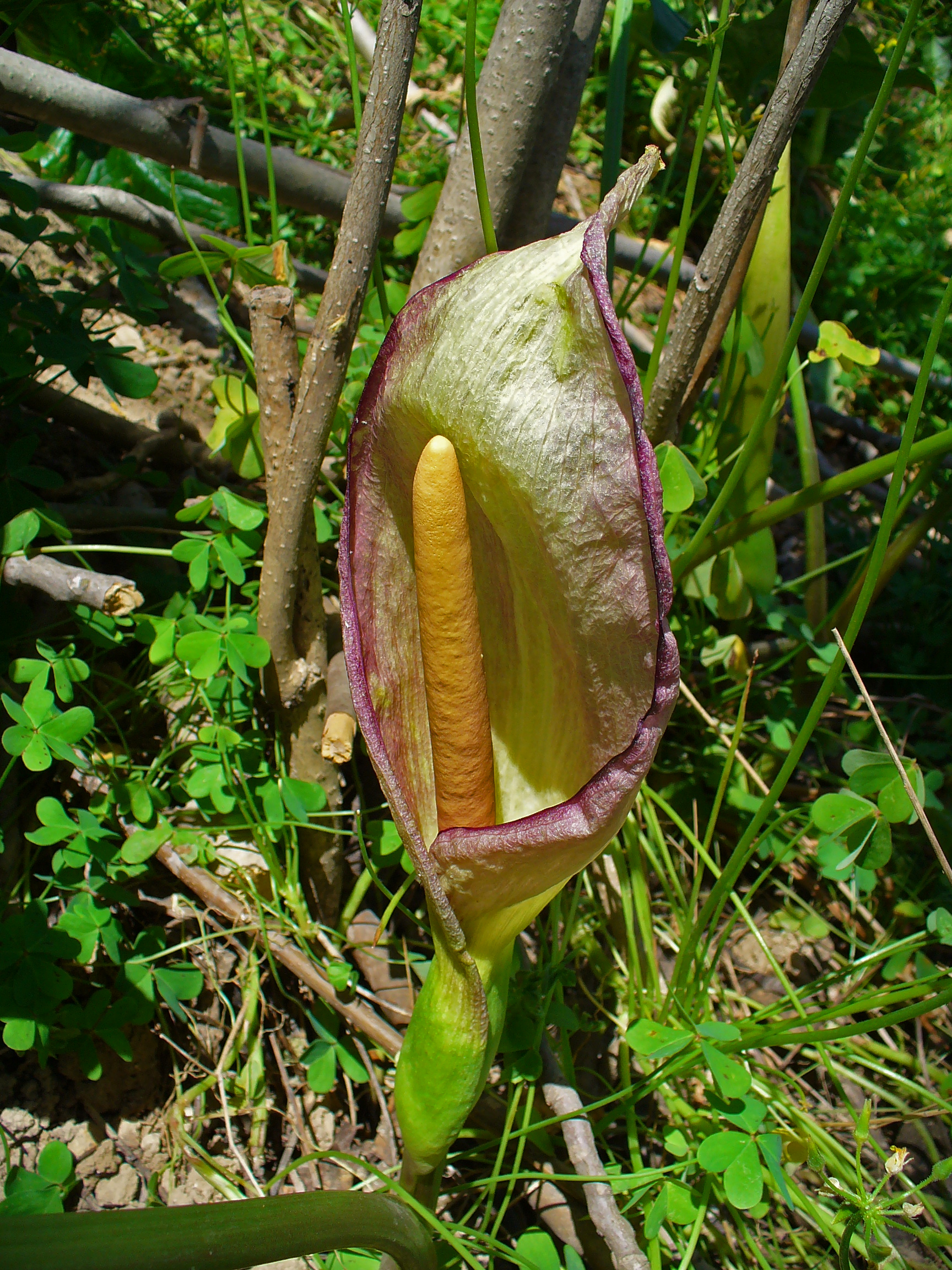
Inflorescence d'Arum concinnatum : spathe en cornet entourant le spadice
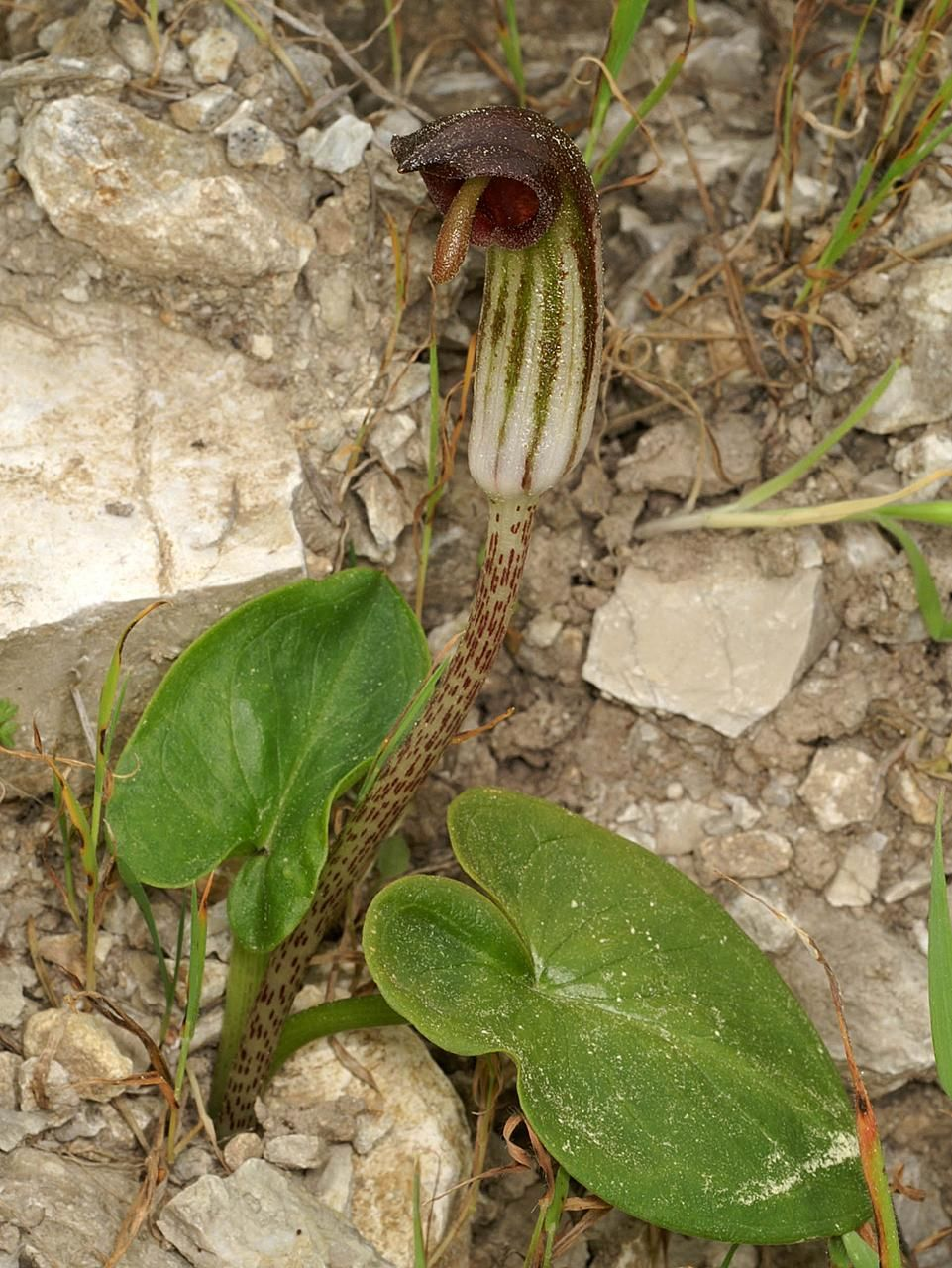
Inflorescence d'Arisarum vulgare, spathe en tube contenant le spadice
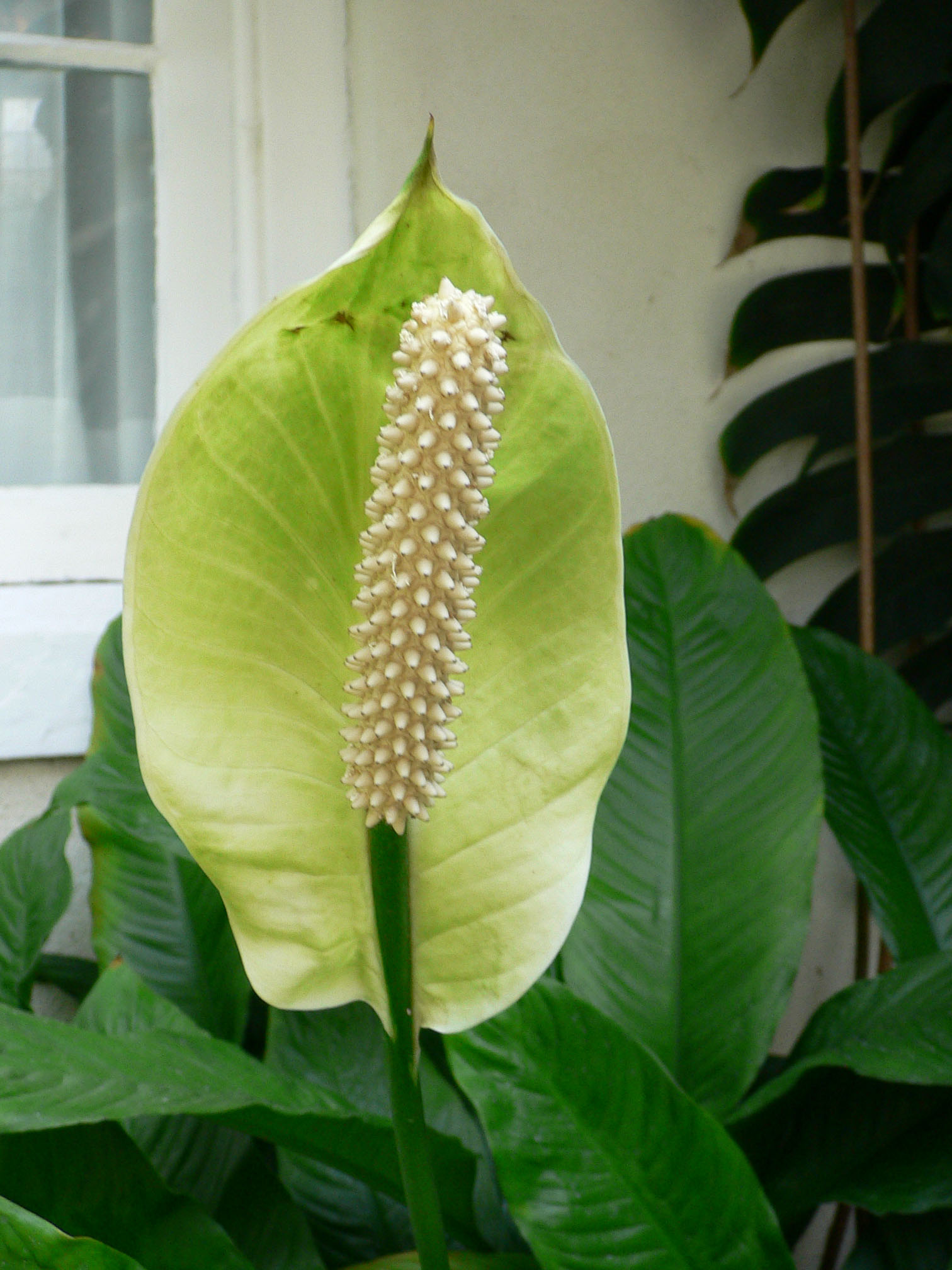
Inflorescence de Spathiphyllum floribundum
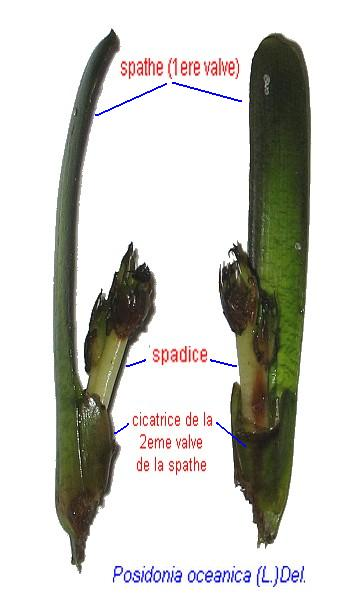
Inflorescence de Posidonia oceanica. La spathe foliacée, dont une valve a été arrachée, enserre un spadice verdâtre